# Russian Bank

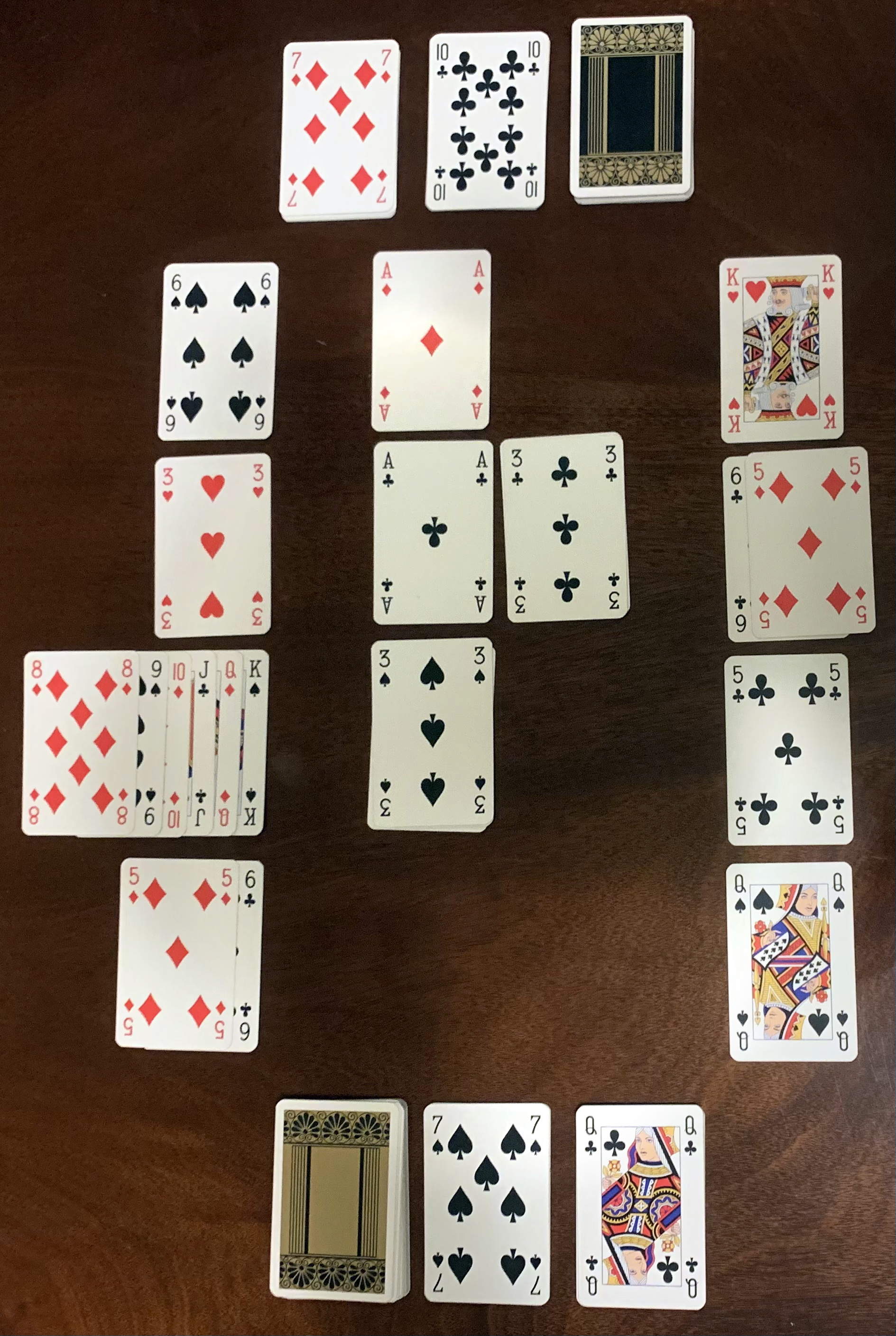
Russian Bank, Crapette o Tunj: una configuración estándar en el juego

Russian Bank, Crapette o Tunj, históricamente también llamado Wrangle, es un juego de cartas para dos jugadores de la familia de juegos tipo solitario. Se juega con dos barajas de 52 naipes estándar. La U.S. Playing Card Company, que publicó por primera vez sus reglas, lo llamó "probablemente el mejor juego para dos jugadores jamás inventado".
El objetivo de Russian Bank, como muchos juegos de cartas, es que el jugador se deshaga de cuarenta y ocho cartas antes de que su oponente pueda deshacerse de las suyas. Al mismo tiempo, se requiere construir "montones" de palos, del as al rey, en el centro del tablero. Si se rompe una regla con respecto a la ubicación de las pilas, el oponente puede gritar "¡Alto!" (o "¡Tunj!") para terminar el turno.
Las versiones comerciales de Russian Bank incluyen Skip-Bo y Spite and Malice.

## Nombre
Russian Bank también se llama doble solitario. También se conoce como crapette o crapot en Brasil y Portugal, como crapette en Francia (crapat es bretón para escalera), como touch, y como tunj en Oriente Medio (en árabe: طنج‎   , otras transliteraciones son tonj, tonge, tunje).

## Jugabilidad
| Jugador A                                      |                  |                  |                                                |
| Baraja 35 cartas (boca abajo)                  | Pila de descarte | Pila de descarte | Reserva 13 cartas (parte superior boca arriba) |
|                                                |                  | ♠                |                                                |
|                                                | ♥                | ♥                |                                                |
|                                                | ♦                |                  |                                                |
|                                                | ♣                | ♣                |                                                |
| Reserva 13 cartas (parte superior boca arriba) | Pila de descarte | Pila de descarte | Baraja 35 cartas (boca abajo)                  |
| Jugador B                                      |                  |                  |                                                |

### Inicio
Cada uno de los dos jugadores sentados uno frente al otro toma un paquete de 52 cartas, sin comodines, lo baraja y deja que el oponente lo corte. Empieza el que sacó la carta más alta. El primer jugador coloca sus primeras trece cartas en una "pila de reserva", con la carta superior abierta y las siguientes cuatro cartas en una columna (las "columnas auxiliares") boca arriba entre él y el jugador contrario. En la imagen, esta es la columna de la derecha. Luego, el segundo jugador construye lo mismo en el lado izquierdo. Debe haber espacio entre las dos columnas auxiliares para los ocho ases, que se colocarán allí durante el juego (en la imagen las dos columnas del medio).

### Juego
Luego, el primer jugador roba las cartas restantes de su juego una tras otra, tratando de agregar cada carta a las "columnas intermedias" o agregarlas a las "columnas auxiliares". La primera carta que el primer jugador no puede encajar de esta manera se coloca frente a él como el comienzo de su "pila de descarte"
Le sigue el segundo jugador, que hace lo mismo y aún tiene derecho a colocar las cartas que no caben en las columnas del as o en las columnas auxiliares de la pila de reserva del oponente o en la pila de descarte del oponente si son del mismo palo, superior o uno inferior. El primer jugador tiene el mismo derecho cuando el juego continúa. Esto le permite a un jugador aumentar el suministro de cartas del oponente mientras reduce el suyo propio.
Las cartas superiores en cada uno de los ocho lugares auxiliares se pueden transferir a la columna de ases tan pronto como encajen (es decir, son del mismo palo y un rango más alto). Por lo general, se recomienda utilizar primero las cartas abiertas de la pila de reserva si es posible, ya sea en la fila de as o en los ocho pilas de suministro.
Una vez que un jugador se ha quedado sin cartas, en su próximo turno puede barajar su baraja y continuar.
El que sea primero con sus cartas al final gana la partida.

### Columnas intermedias
A medida que avanza el juego, tan pronto como aparecen, los ases se colocan en sus lugares designados y forman las cartas base para familias de valor creciente. Se agregan nuevas cartas en los ases en incrementos individuales en orden ascendente, terminando con los reyes.

### Columnas auxiliares
Las cartas deben colocarse en las columnas auxiliares en secuencias rojo-negro, por ejemplo, se puede poner ♥ J o ♦ J en ♠ Q. Las cartas auxiliares se pueden mover, pero, a diferencia del solitario, solo se pueden mover una carta a la vez, y suponiendo que haya espacios disponibles para cada carta a su vez.
Tenga en cuenta que las primeras versiones del juego tenían columnas auxiliares construidas en el mismo palo en orden descendente en las columnas auxiliares, aunque esto ya no es común.
Existe una variación en la que, en lugar de una columna de cuatro cartas boca arriba, un jugador primero coloca una o dos filas de cuatro cartas boca abajo y luego una carta boca arriba en cada carta boca abajo.

### Movimientos obligatorios, y ¡Alto! o Tunj!
Si un jugador no puede hacer un "movimiento obligatorio", el oponente puede gritar "¡Alto!" o "¡Tunj!". El turno del jugador termina inmediatamente y es el turno de su oponente. Los "movimientos obligatorios", en orden de preferencia requerida, son los siguientes, suponiendo que sea posible:
- Jugar la carta superior de su reserva a una base (la carta de reserva abierta tiene prioridad sobre todas las demás)
- Jugar cualquier otra carta disponible a una base (construir las familias sobre los ases tiene prioridad sobre cualquier otro movimiento posible)
- Jugando la carta de reserva abierta a las columnas auxiliares

En algunas versiones, estas reglas se aplican si el jugador simplemente toca una carta que no se puede mover legalmente, por ejemplo, moviendo cualquier carta que no esté disponible o que no encaje.
Si una carta ha sido colocada ilegalmente, debe revertirse antes de que comience el turno del oponente.

### Lectura adicional
- «Fun for Two» (en inglés estadounidense). 31 de mayo de 1931. ISSN 0362-4331. Consultado el 26 de marzo de 2018.
- Albert H. Morehead, Richard L. Frey, Geoffrey Mott-Smith: The New Complete Hoyle: the authoritative guide to the official rules of all popular games of skill and chance, New York: Doubleday, 1991, ISBN 0-385-24962-4
- Jean Boussac. Encyclopedia of card games: The Crapette, pp. 313–315. Paris, 1896. Transl. from French, 2017.
- David Parlett: A Dictionary of Card Games, Oxford and New York: Oxford University Press, 1992/96, ISBN 0-19-869173-4
- David Parlett: The Oxford Guide to Card Games Oxford and New York: Oxford University Press, Oxford and New York, 1990, ISBN 0-19-214165-1
- Rules of Russian Bank, Pagat.com.  Retrieved 2020-09-09.

- Datos: Q146952